# Wielka Wieś (gromada w powiecie brzeskim)
Wielka Wieś – dawna gromada, czyli najmniejsza jednostka podziału terytorialnego Polskiej Rzeczypospolitej Ludowej w latach 1954–1972.
Gromady, z gromadzkimi radami narodowymi (GRN) jako organami władzy najniższego stopnia na wsi, funkcjonowały od reformy reorganizującej administrację wiejską przeprowadzonej jesienią 1954 do momentu ich zniesienia z dniem 1 stycznia 1973, tym samym wypierając organizację gminną w latach 1954–1972.
Gromadę Wielka Wieś z siedzibą GRN w Wielkiej Wsi utworzono – jako jedną z 8759 gromad na obszarze Polski – w powiecie brzeskim w woj. krakowskim, na mocy uchwały nr 19/IV/54 WRN w Krakowie z dnia 6 października 1954. W skład jednostki weszły obszary dotychczasowych gromad Wielka Wieś i Milówka ze zniesionej gminy Wojnicz w tymże powiecie. Dla gromady ustalono 17 członków gromadzkiej rady narodowej.
30 czerwca 1960 do gromady Wielka Wieś przyłączono wieś Sukmanie ze zniesionej gromady Olszyny.
Gromadę zniesiono 1 stycznia 1969, a jej obszar włączono do gromady Wojnicz.